# 레나 (이미지)

레나

레나(Lenna 또는 Lena)는 플레이보이 잡지 1972년 11월자의 센터폴드에 실린 스웨덴의 모델인 레나 포르센(1951년 3월 31일 - )의 사진의 일부분을 말한다.
얼굴과 어깨만 취한 이 그림 파일은 모든 종류의 영상 처리 알고리즘(영상 압축, 영상 노이즈 제거 등)과 관련 과학적 출판물에서 시험용 이미지로 가장 널리 쓰인다. 실제로 대부분의 영상 처리, 신호 처리 교과서에는 레나의 사진을 이용한 결과 비교가 나온다. 일부에서는 이 사진이 외설스러운 것이며, 한때 플레이보이가 이 사진을 사용하는데 저작권을 행사하려 한 적이 있다며 반감을 가지기도 한다. 실제로 플레이보이는 저작권 소송을 하려 했었지만 뒤에 이를 철회했다.
1996년 1월판 IEEE Transactions on Image Processing의 편집장이던 David C. Munson은 레나 사진을 영상처리에 널리 사용하는 이유에 대해 다음과 같이 밝혔다.
먼저, 레나 이미지는 세밀함과 평면, 그림자, 그리고 질감이 적절하게 조화되어 있어서 다양한 이미지 처리 알고리즘을 처리하는 데 좋다. 이 이미지는 정말 좋은 시험용 이미지이다. 둘째로, 레나 이미지는 매력적인 여성의 사진이다. 그러므로 이미지 처리 연구 분야 종사자들이 매력적이라고 느끼는 이미지에 끌리는 것은 대다수가 남자이기 때문에, 별로 놀라울 게 없다.

사진의 실제 주인공인 레나 포르센은 1997년 이미징 과학 기술 학회 50주년 연례 회의(50th annual Conference of the Society for Imaging Science in Technology)에서 게스트로 초대받았다. 한편 플레이보이에 따르면 레나를 등장시켰던 잡지는 2006년 5월까지 가장 많이 팔린 기록(7,161,561부)을 가지고 있다고 한다.
2024년 3월, IEEE 컴퓨터 학회에서는 2024년 4월 1일부터 레나가 들어간 논문을 리젝하겠다는 입장을 밝혔다.

## 같이 보기
- 로렘 입숨
- 스탠퍼드 토끼
- 유타 주전자